# Margaret Booth
Margaret Booth (16 de enero de 1898-28 de octubre de 2002) fue una editora de cine estadounidense.

## Biografía
Nacida en Los Ángeles, comenzó su carrera en Hollywood como "parcheadora", editando películas de D. W. Griffith, alrededor de 1915. Su hermano era el actor Elmer Booth. Más tarde, trabajó para Louis B. Mayer cuando este era productor de cine independiente. Cuando Mayer se unió con otros para formar Metro-Goldwyn-Mayer en 1924, trabajó como asistente de dirección en la nueva empresa. Editó varias películas protagonizadas por Greta Garbo, incluida Camille (1936).
Booth editó películas tan diversas como Wise Girls (1929), Mutiny on the Bounty (1935, por la que fue nominada a un Oscar), A Yank at Oxford (1938), The Way We Were (1973), The Sunshine Boys (1975), La chica del adiós (1977), The Cheap Detective (1978), Seems Like Old Times (1980) y Annie (1982). Fue editora supervisora y productora asociada en varias películas para el productor Ray Stark, logrando el crédito de productora ejecutiva en The Slugger's Wife (1985) cuando tenía 87 años. Su lista de créditos oficiales, sin embargo, representa solo una fracción de su trabajo cinematográfico. En su artículo de 1982 sobre el largo mandato de Booth como editora supervisora de películas de MGM, The Village Voice la describe como "autoridad final de cada película que el estudio hizo durante 30 años".

### Muerte y legado
Booth falleció en 2002, a la edad de 104 años, por complicaciones tras sufrir una apoplejía. Fue enterrada en el cementerio Inglewood Park de Inglewood, California. En su obituario, el periódico británico The Guardian afirma: "Todos los cineastas tenían que pasar por ella para que se aprobara el montaje final de sonido e imagen", al tiempo que definía su estilo:

Fue pionera del estilo de montaje clásico, el llamado "corte invisible", cuyo objetivo era que la transición de una imagen a otra fuera lo más fluida posible, de modo que el público casi no se diera cuenta del flujo de planos dentro de una secuencia. La narrativa era dominante, manteniendo una continuidad de tiempo y espacio, y haciendo coincidir los cortes con la acción.

Fue la primera "cortadora" en ser llamada "editora de películas".

## Premios
La Academia de Artes y Ciencias Cinematográficas en 1978 le otorgó un Premio Honorífico de la Academia por su trabajo de edición de películas. Es la segunda persona más longeva (después de Luise Rainer) en recibir un Oscar. En 1983, recibió el premio Women in Film Crystal de mujeres destacadas que, a través de su resistencia y la excelencia de su trabajo, han contribuido a ampliar el papel de la mujer en la industria del entretenimiento. En 1990, Booth también fue honrada con el premio American Cinema Editors Career Achievement Award.

## Filmografía seleccionada
- Fine Clothes (1925)
- Memory Lane (1926)
- The Enemy (1927)
- Bringing Up Father (1928)
- Wise Girls (1929)
- Mutiny on the Bounty (1935)
- Camille (1936)
- A Yank at Oxford (1938)
- The Way We Were (1973)
- The Sunshine Boys (1975)
- The Goodbye Girl (1977)
- The Cheap Detective (1978)
- Seems Like Old Times (1980)
- Annie (1982)